# كمك صفر (لوداب)
كمك صفر (بالفارسية: کمک صفر) هي قرية تقع في إيران في قسم لوداب الريفي. يقدر عدد سكانها بـ 26 نسمة بحسب إحصاء 2016.